# Sobekhotep V.
Sobekhotep V., auch Sebekhotep oder Sebekhetep, war ein altägyptischer König (Pharao) der 13. Dynastie (Zweite Zwischenzeit), welcher etwa von 1724 bis um 1719 v. Chr. oder um 1685 bis um 1680 v. Chr. regierte.

## Belege
Sobekhotep V. regierte nach dem Königspapyrus Turin 4 Jahre, acht Monate und 29 Tage. Vielleicht war er der Sohn des Sobekhotep IV., der als Prinz auf einer Inschrift im Wadi el-Hudi genannt wird. Seine Mutter ist dann möglicherweise Tjan, die Gemahlin Sobekhoteps IV. Sobekhotep V. ist, von den späteren Königslisten (Königsliste von Karnak) abgesehen, fast nur von Skarabäen bekannt. Ein bemerkenswertes Objekt mit seinem Namen ist allerdings eine Statue des Herrschers. Diese befindet sich seit langer Zeit in Berlin. Die Inschriften auf der Basis sind weggebrochen, so dass es nicht möglich war, sie einem bestimmten Herrscher zuzuordnen. Der Ägyptologe Kim Ryholt konnte aber den Teil einer Statue in Boston ausfindig machen, die eben zu dieser Statue gehört und den Namen des Herrschers trägt, womit die Berliner Statue diesem Herrscher zugeordnet werden kann. Das Bruchstück in Boston stammt aus Kerma, woher wohl auch die Statue kommt.